# Culoz
Culoz è un ex comune francese di 2 974 abitanti situato nel dipartimento dell'Ain della regione dell'Alvernia-Rodano-Alpi. Dal 1º gennaio 2023 è stato accorpato nel comune di Culoz-Béon.

## Storia

### Simboli
La prima partizione ricorda il Col du Grand Colombier, la seconda riprende il blasone dei signori di Leyrieu con la torre a simboleggiare il Château de Cule. In punta le fasce ondate rappresentano il Rodano e le mezzelune la leggendaria occupazione dei Saraceni.

## Società

### Evoluzione demografica
Abitanti censiti

## Infrastrutture e trasporti
Il territorio comunale è attraversato dalla linea internazionale Lione – Ginevra. Presso Culoz ha inoltre termine la linea ferroviaria della Moriana che assieme alla Torino – Modane collega la rete ferroviaria francese con quella italiana.